# Centre des Salorges
Le centre des Salorges est un bâtiment administratif situé à Nantes, dans le département français de la Loire-Atlantique. Il est le siège social actuel du Grand port maritime de Nantes-Saint-Nazaire.

## Présentation
Le centre des Salorges est édifié à l'arrière du quai Ernest-Renaud longeant la Loire, dans le micro-quartier Salorges-Sainte-Anne. Le siège social du Grand Port Maritime de Nantes-Saint-Nazaire en occupe une partie, au n°18 quai Ernest-Renaud, et celui de la chambre de commerce et d'industrie de Nantes et de Saint-Nazaire en occupait l'autre partie, au n°16 jusqu'au 20 février 2024.

### Historique
Le centre des Salorges résulte de la réhabilitation en 1986 du hangar 11, construit entre 1960 et 1962,  et les entrepôts des Salorges du port de Nantes, construits à différentes époques. Le hangar 11 était alors relié aux entrepôts des Salorges situés de l'autre côté de la voie de circulation par trois passerelles.

#### Anciennes salorges
Anciens « greniers à sel », ayant servi de prison sous la Terreur , les vieux entrepôts des Salorges sont détruits lors du bombardement de Nantes du 23 septembre 1943 avant d'être arasés à la Libération pour permettre la construction de bâtiments modernes. Les entrepôts étaient composés d'un ensemble d'édifices datant de différentes époques : l'entrepôt des Salorges construit au milieu du XVIIIe siècle et surélevé d'un étage en 1889, les entrepôts du Centre construits entre 1850 et 1885 et l'entrepôt Dubochet construit en 1908. Ils permettaient d'entreposer jusqu'à 30 000 tonnes de marchandises en vrac (sucre) sur une surface totale de 39 000 m2. Si les nouveaux plans sont fixés dès l'après‐guerre, il faut attendre fin 1962 pour que les nouveaux entrepôts des Salorges, propriétés de la Chambre de Commerce, soient mis en service et reliés au hangar portuaire n°11.

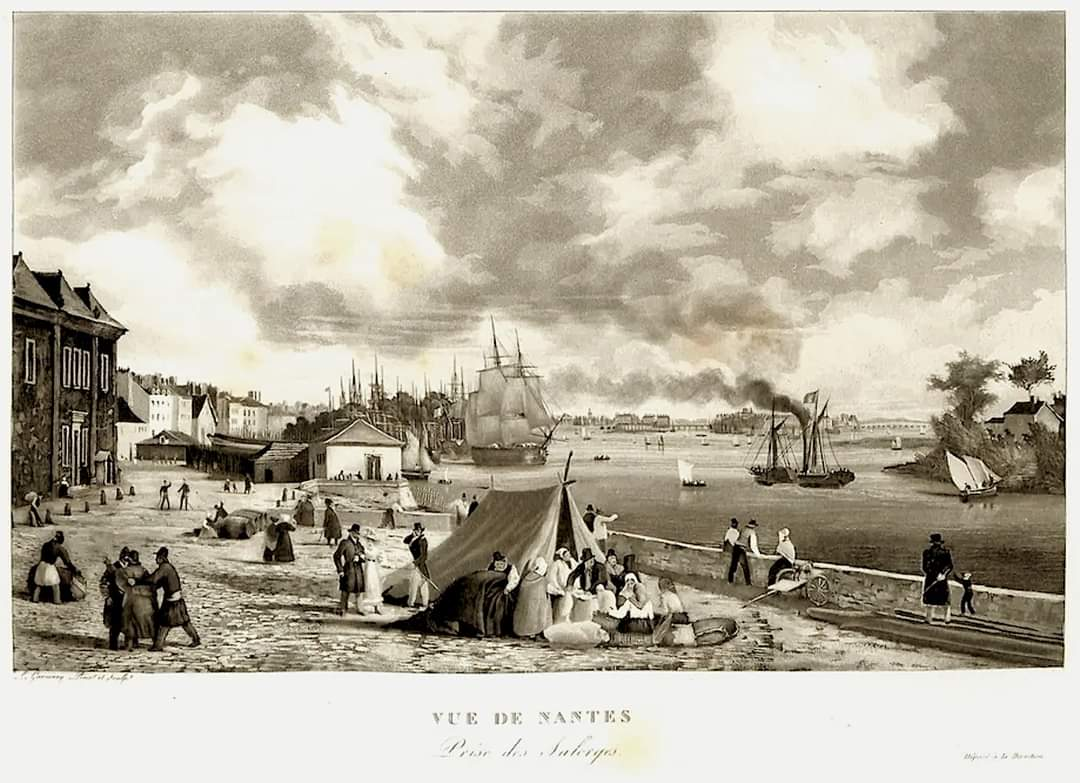
Vue de Nantes prise des Salorges (1823), extrait du recueil des vues des côtes de France dans l'océan et la Méditerranée peintes et gravées par Ambroise Louis Garneray (1783-1857)
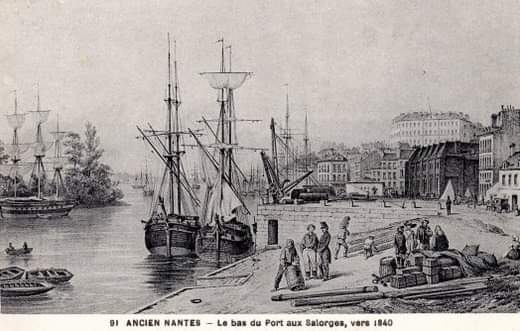
Port de Nantes devant les Salorges en 1840.

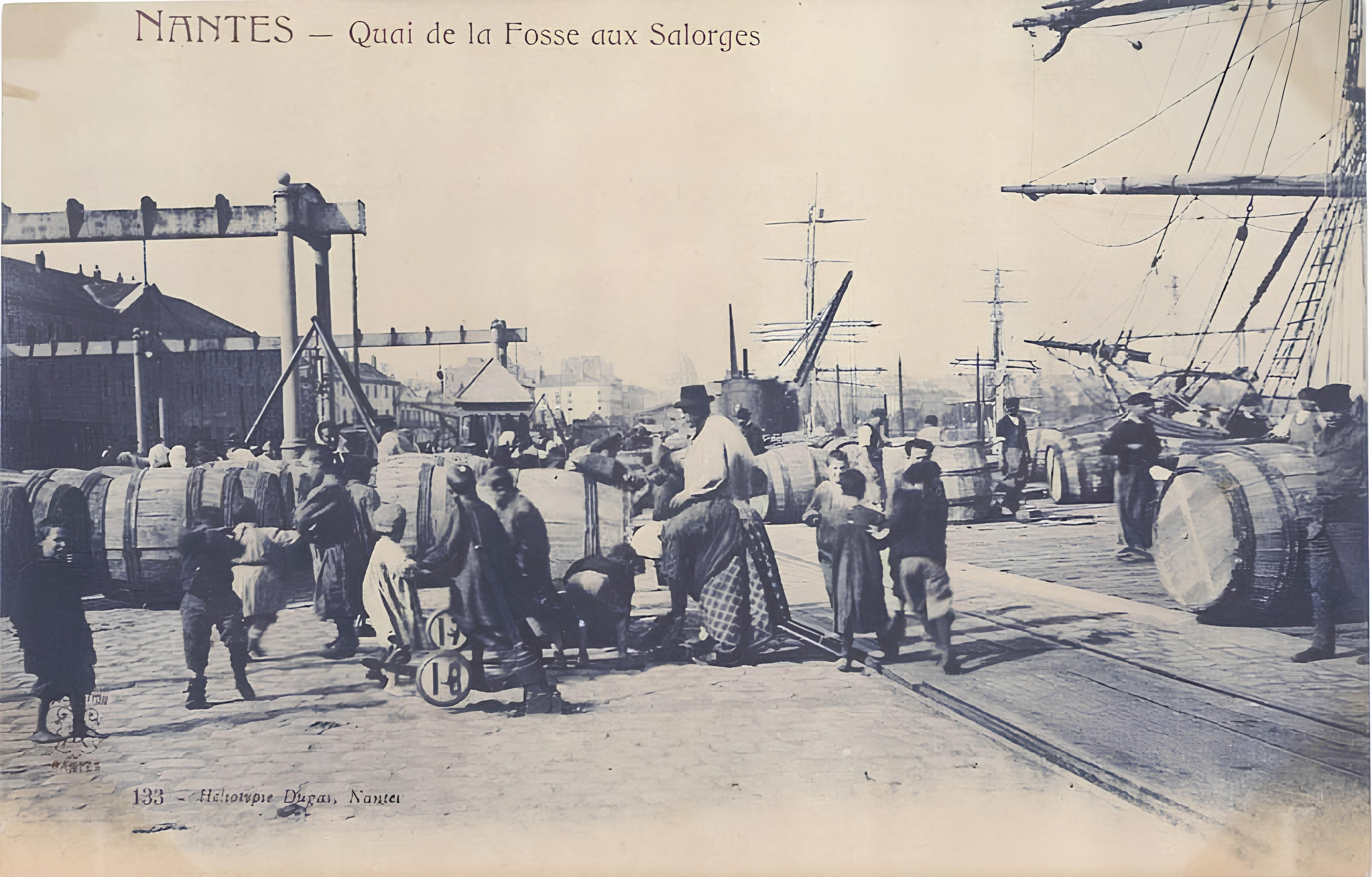
Manutention portuaire devant les Salorges vers le début du XXe siècle.
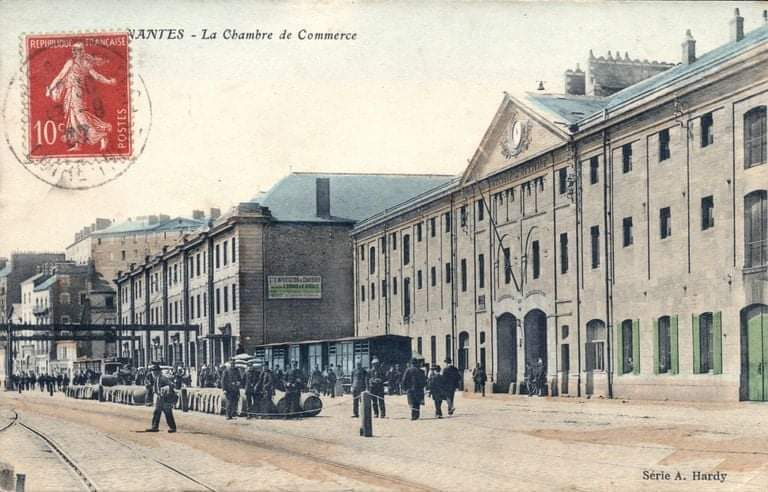
Les entrepôts des Salorges, au début du XXe siècle.

#### Hangar 11 et les entrepôts des Salorges
Le hangar portuaire 11 est inauguré le 3 décembre 1962. Il forme avec les entrepôt en arrière un ensemble moderne construit en béton armé qui permet au port d'entreposer des marchandises diverses reçues par voie maritime et par voie ferrée. Le hangar et les entrepôts totalisent une surface utilisable de 21 000 m2 répartis en deux vastes bâtiments de 100 mètres de longueur et comportant chacun deux étages. Relié aux entrepôts des Salorges par trois passerelles aériennes enjambant le quai Ernest-Renaud, la chaussée et la voie ferrée portuaire, le hangar portuaire 11 est implanté de telle sorte que les grues d'une capacité de levage de 3 tonnes puissent décharger directement le fret devant ses portes ou au premier étage. Sur ces 105 mètres de long, le hangar 11 peut réceptionner jusqu'à sept wagons.
Les marchandises sont acheminées au premier étage des magasins des entrepôts par des moyens mécaniques à l'intérieur des passerelles. Chaque passerelle, de six mètres de longueur, porte en son milieu un transporteur à palettes laissant de chaque côté une voie de circulation pour chariots automoteurs.
Désaffectés, le hangar 11 et les entrepôts sont transformés entre 1984 et 1986 en centre administratif pour le Port autonome Nantes Saint‐Nazaire, situé avant cela au n°2, place de l'Édit-de-Nantes, dans l'actuel bâtiment de la cour administrative d'appel de Nantes.

#### Réhabilitation
La réhabilitation du Centre des Salorges est réalisée en 1986 par les architectes Philippe Rondeau et Marc Ginisty. Le 8 décembre 1986, le siège du Port Autonome de Nantes Saint-Nazaire (devenu le Grand port maritime de Nantes-Saint-Nazaire en 2008), s'y installe. Il est inauguré le 7 mai 1987 par Jacques Chirac, alors premier ministre de la France,. Des trois passerelles d'origine, une seule est conservée. Elle passe au-dessus des voies routières et permet de relier le plot de direction (ex-hangar 11) au bâtiment principal de l'autre côté de la route et qui abrita la capitainerie du port (autrefois située au Bureau de Port sur le quai de la Fosse) de 1980 jusqu'à son déménagement dans la zone de Cheviré en 2011.
En 2021, le siège du Grand Port Maritime est orné d'un habillage extérieur réalisé par l'illustrateur nantais Möön, marquant l'identité portuaire des lieux. L'artiste y représente l'économie maritime portuaire, à travers des navires, des bouées, amarres et portiques en arrière-plan, associés à des silhouettes, symboles de la diversité des métiers portuaires.

## Galerie

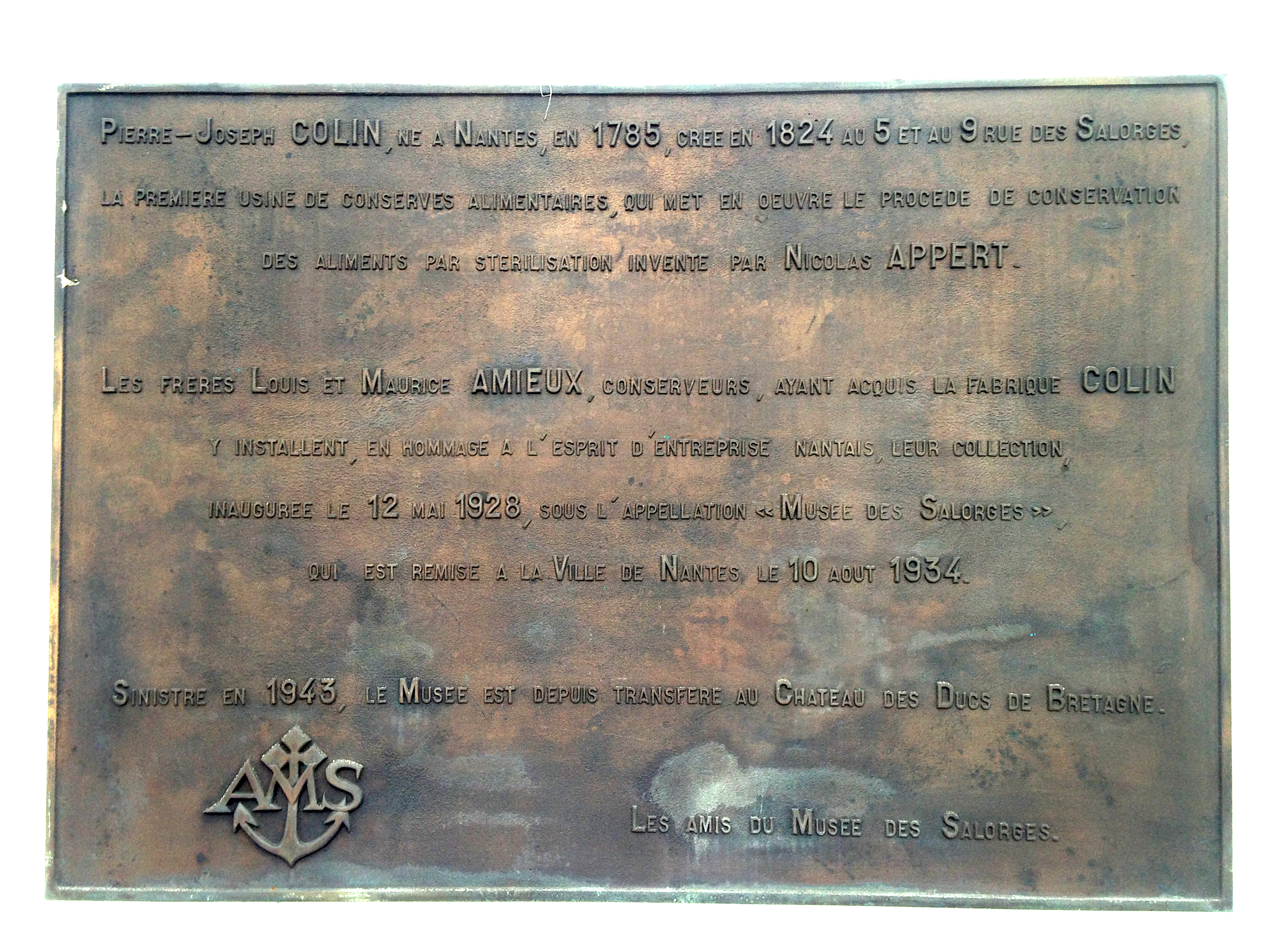
Plaque apposée sur la façade du centre des Salorges honorant la mémoire des débuts de la conserve de sardines à l'huile par Pierre-Joseph Colin au 5 et 9 rue des Salorges en 1824.
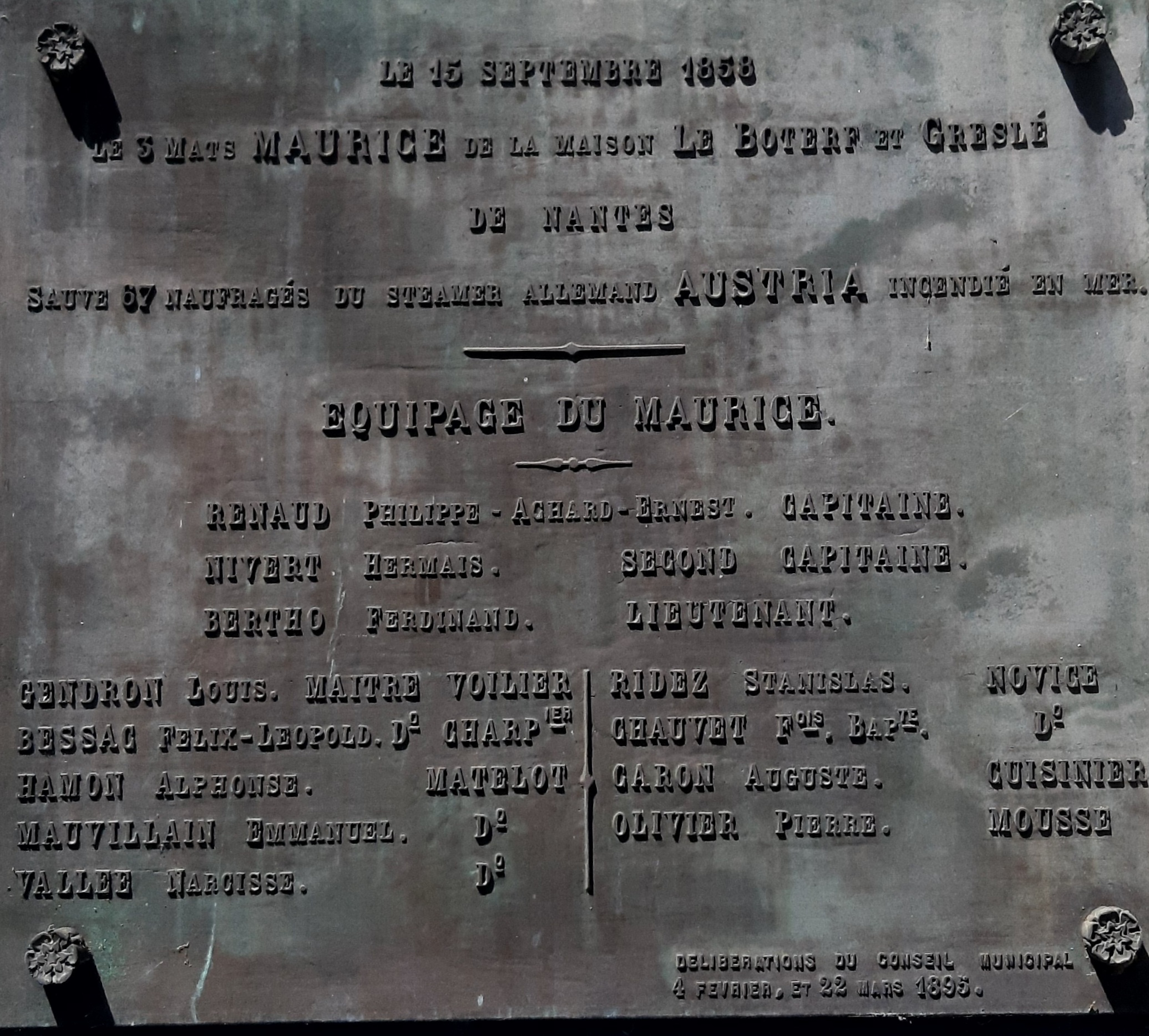
Plaque commémorative du sauvetage des naufragés du navire à passagers Austria le 15 septembre 1858.